# Општина Брасловче
Општина Брасловче (словен. Braslovče) је једна од општина Савињске регије у држави Словенији. Седиште општине је истоимено насеље Брасловче.

## Природне одлике
Рељеф: Општина Брасловче налази се у средишњем Словеније, у јужној Штајерској. Општина обухвата западни део Цељске котлине. Средишњи део општине је долина реке Савиње. На западу општине пружа се планина Страдовник.
Клима: У општини влада умерено континентална клима.
Воде: Најважнији водоток у општини је река Савиња. Поред ње важна је и њена притока Пака. Сви остали водотоци су мали и њихове су притоке.

## Становништво
Општина Брасловче је средње густо насељена.

## Насеља општине
| - Брасловче - Глиње - Гомилско - Грајска Вас - Добровље - Закл - Згорње Горче - Каменче | - Летуш - Мале Брасловче - Орла Вас - Парижље - Подгорје при Летушу - Подврх - Пољче - Пресерје | - Раковље - Сподње Горче - Топовље - Трнава - Шентруперт - Шматевж |  |